# ننامدي أسوموغا
ننامدي أسوموغا هو ممثل ولاعب كرة قدم أمريكية سابق  أمريكي ولد في 6 يوليو 1981.